# Іон-Роате
Іон-Роате (рум. Ion Roată) — село у повіті Яломіца в Румунії. Адміністративний центр комуни Іон-Роате.
Село розташоване на відстані 60 км на північний схід від Бухареста, 47 км на захід від Слобозії, 129 км на південний захід від Галаца, 143 км на південний схід від Брашова.

## Населення
За даними перепису населення 2002 року у селі проживали 2284 особи, з них 2280 осіб (99,8%) румунів. Рідною мовою 2281 особа (99,9%) назвала румунську.